# Catanzaro
Catanzaro je hlavní město italské oblasti Kalábrie i provincie Catanzaro a druhé největší kalábrijské město.
Nachází se v hornaté části Kalábrie. U města se nachází největší obloukový most v Itálii – Bisantis Bridge. V historickém centru se nachází třeba divadlo Politeama, které je nejnovější z velkých italských divadel, nebo místní katedrála. 
Místní fotbalový klub US Catanzaro 1929 hraje 2. nejvyšší italskou fotbalovou soutěž na stadionu Stadio Nicola Ceravolo. 

## Vývoj počtu obyvatel
Počet obyvatel